# Albino González y Menéndez Reigada
Albino González y Menéndez-Reigada (Corias, Astúrias, 18 de janeiro de 1881 - Córdoba, 13 de agosto de 1958) foi um clérigo espanhol e bispo da diocese de San Cristóbal de La Laguna e depois bispo do diocese de Córdoba.

## Biografia
Albino González y Menéndez Reigada foi ordenado padre na Ordem dos Pregadores em 15 de março de 1905. Foi nomeado bispo de San Cristóbal de La Laguna ou Tenerife em 8 de dezembro de 1924 pelo Papa Pio XI. Ele foi consagrado em Madrid em 19 de julho de 1925, pelo Arcebispo Federico Tedeschini, núncio apostólico na Espanha, tendo como principais co-consagradores os bispos Leopoldo Eijo y Garay, de Madrid, e Bernardo Martínez y Noval, OSA, de Almeria.
Em 10 de agosto de 1925, Dom Albino entrou na diocese. Durante seu pontificado, em 7 de junho de 1941, o cardeal Federico Tedeschini coroou solenemente a imagem de Notre-Dame-des-Neiges, padroeira da ilha de La Palma. Expandiu a construção do seminário e criou o Seminário Menor em 1944. Ele ordenou 48 sacerdotes diocesanos. Serviu na diocese durante vinte anos até sua transferência para a diocese de Córdoba, em 8 de fevereiro de 1946, onde morreu.